# Tornei di tennis femminili nel 1945
Prima della nascita del WTA Tour, ossia l'apertura alle tenniste professioniste dei tornei che prima di quell'anno erano riservati alle tenniste dilettanti, tutti gli eventi più importanti erano amatoriali, tra questi c'erano i tornei del Grande Slam. A causa della seconda guerra mondiale la maggior parte dei tornei furono cancellati, gli altri si disputarono lontano dagli scenari bellici: tra questi c'era lo U.S. National Championships, unico torneo dello Slam disputato durante la guerra.

## Gennaio
Nessun evento

## Febbraio
| Settimana   | Torneo                                                                          | Vincitore                                             | Finalista                      | Semifinalisti | Eliminati ai quarti |
| ----------- | ------------------------------------------------------------------------------- | ----------------------------------------------------- | ------------------------------ | ------------- | ------------------- |
| febbraio    | All India Hard Court Championships 1945 Madras, India Erba Singolare - Doppio   | Laura Woodbridge 3-6 6-2 6-0                          | Miss Sansoni                   |               |                     |
| febbraio    | All India Hard Court Championships 1945 Madras, India Erba Singolare - Doppio   |                                                       |                                |               |                     |
| febbraio    | All India Hard Court Championships 1945 Madras, India Erba Singolare - Doppio   | Doppio misto: Mrs Singh 6-3 6-3                       | Miss Sansoni Balagapol         |               |                     |
| 4 febbraio  | Torneo di La Jolla 1945 La Jolla, USA Singolare - Doppio                        | Sarah Palfrey 6-4 4-6 6-2                             | Pauline Betz                   |               |                     |
| 4 febbraio  | Torneo di La Jolla 1945 La Jolla, USA Singolare - Doppio                        |                                                       |                                |               |                     |
| 4 febbraio  | Torneo di La Jolla 1945 La Jolla, USA Singolare - Doppio                        | Doppio misto: John Shea Jinx Falkenburg 2-6, 6-3, 6-3 | Noel Brown Jean Doyle          |               |                     |
| 11 febbraio | Uruguay International Championships 1945 Montevideo, Uruguay Singolare - Doppio | Maria Teran de Weiss walkover                         | Felissa Piedrola               |               |                     |
| 11 febbraio | Uruguay International Championships 1945 Montevideo, Uruguay Singolare - Doppio |                                                       |                                |               |                     |
| 11 febbraio | Uruguay International Championships 1945 Montevideo, Uruguay Singolare - Doppio | Doppio misto: Beatriz Edwards Alejo Russell           | Felissa Piedrola Augusto Zappa |               |                     |
| 26 febbraio | Eastern Indoor Championships 1945 New York, USA Singolare - Doppio              | Norma Taubele Barber 1-6 6-3 6-2                      | Helen Germaine                 |               |                     |
| 26 febbraio | Eastern Indoor Championships 1945 New York, USA Singolare - Doppio              |                                                       |                                |               |                     |

## Marzo
| Settimana | Torneo                                                | Vincitore                                                     | Finalista                          | Semifinalisti | Eliminati ai quarti |
| --------- | ----------------------------------------------------- | ------------------------------------------------------------- | ---------------------------------- | ------------- | ------------------- |
| marzo     | Torneo di Oslo 1945 Oslo, Norvegia Singolare - Doppio | Laila Schou-Nilsen                                            | Ida Wrede-Holm Bryde               |               |                     |
| marzo     | Torneo di Oslo 1945 Oslo, Norvegia Singolare - Doppio |                                                               |                                    |               |                     |
| 30 marzo  | US Indoors 1945 Boston, USA Singolare - Doppio        | Helen Rihbany 4-6 6-2 6-3                                     | Katherine Winthrop                 |               |                     |
| 30 marzo  | US Indoors 1945 Boston, USA Singolare - Doppio        | Virginia Rice Johnson Kay Winthrop 6-4 7-5                    | Helen Rihbany Betty Grimes Stokum  |               |                     |
| 30 marzo  | US Indoors 1945 Boston, USA Singolare - Doppio        | Doppio misto: Norma Taubele Barber Robert Stewart 3-6 7-5 6-3 | Virginia Rice Johnson Albert Stitt |               |                     |

## Maggio
| Settimana | Torneo                                                                     | Vincitore                                                | Finalista                     | Semifinalisti | Eliminati ai quarti |
| --------- | -------------------------------------------------------------------------- | -------------------------------------------------------- | ----------------------------- | ------------- | ------------------- |
| 27 maggio | River Plate Championships 1945 Buenos Aires, Argentina Singolare - Doppio  | Felissa Piedrola 7-9 9-7 6-0                             | Maria Teran de Weiss          |               |                     |
| 27 maggio | River Plate Championships 1945 Buenos Aires, Argentina Singolare - Doppio  | Felissa Piedrola Zappa 6-3 6-0                           | Zulema Garrasino Zappa        |               |                     |
| 27 maggio | River Plate Championships 1945 Buenos Aires, Argentina Singolare - Doppio  | Doppio misto: Maria Teran de Weiss Enrique Morea 6-3 6-2 | Felissa Piedrola Agusto Zappa |               |                     |
| 27 maggio | Southern California Championships 1945 Los Angeles, USA Singolare - Doppio | Pauline Betz 1-6 10-8 6-4                                | Sarah Palfrey                 |               |                     |
| 27 maggio | Southern California Championships 1945 Los Angeles, USA Singolare - Doppio |                                                          |                               |               |                     |

## Giugno
| Settimana | Torneo                                                               | Vincitore                                              | Finalista                    | Semifinalisti | Eliminati ai quarti |
| --------- | -------------------------------------------------------------------- | ------------------------------------------------------ | ---------------------------- | ------------- | ------------------- |
| 10 giugno | California State Championships 1945 Berkeley, USA Singolare - Doppio | Margaret Osborne 6-4 6-3                               | Louise Brough                |               |                     |
| 10 giugno | California State Championships 1945 Berkeley, USA Singolare - Doppio | Margaret Osborne Louise Brough 6-1 6-1                 | Jane Gallagher Baba Lewis    |               |                     |
| 10 giugno | California State Championships 1945 Berkeley, USA Singolare - Doppio | Doppio misto: Margaret Osborne Edwin Amark 7-9 6-3 6-1 | Louise Brough Myron McNamara |               |                     |

## Luglio
| Settimana | Torneo                                                                        | Vincitore                                                 | Finalista                                     | Semifinalisti | Eliminati ai quarti |
| --------- | ----------------------------------------------------------------------------- | --------------------------------------------------------- | --------------------------------------------- | ------------- | ------------------- |
| 2 luglio  | Tri-State Championships 1945 Cincinnati, USA Singolare - Doppio               | Pauline Betz 6-2 6-0                                      | Dorothy Bundy Cheney                          |               |                     |
| 2 luglio  | Tri-State Championships 1945 Cincinnati, USA Singolare - Doppio               | Dorothy Bundy Cheney Sarah Palfrey Cooke 6-3 6-3          | Mary Arnold Clifton Shirley Fry Irvin         |               |                     |
| 8 luglio  | US Clay Court Championships 1945 Chicago, USA Singolare - Doppio              | Sarah Palfrey 6-3 7-5                                     | Pauline Betz                                  |               |                     |
| 8 luglio  | US Clay Court Championships 1945 Chicago, USA Singolare - Doppio              | Pauline Betz Doris Hart 7-5 4-6 6-3                       | Mary Arnold Prentiss Sarah Palfrey            |               |                     |
| 8 luglio  | US Clay Court Championships 1945 Chicago, USA Singolare - Doppio              | Doppio misto: Sarah Palfrey Elwood Cooke 7-5 4-6 6-3      | Pauline Betz Bill Talbert                     |               |                     |
| 16 luglio | Western Championships 1945 Neenah, USA Singolare - Doppio                     | Doris Hart 6-3 8-6                                        | Mary Arnold Prentiss                          |               |                     |
| 16 luglio | Western Championships 1945 Neenah, USA Singolare - Doppio                     | Sarah Palfrey Cooke Doris Hart 6-2 6-3                    | Mary Arnold Prentiss Eleanor Purdy Cushingham |               |                     |
| 16 luglio | Western Championships 1945 Neenah, USA Singolare - Doppio                     | Doppio misto: Doris Hart Bill Talbert 6-4 2-1 ritiro      | Sarah Palfrey Cooke Elwood Cooke              |               |                     |
| 24 luglio | Eastern Clay Court Championships 1945 Jackson Heights, USA Singolare - Doppio | Sarah Palfrey 6-3 6-0                                     | Mary Arnold Prentiss                          |               |                     |
| 24 luglio | Eastern Clay Court Championships 1945 Jackson Heights, USA Singolare - Doppio | Dorothy Bundy Cheney Sarah Palfrey Cooke 3-6 6-2 6-3      | Mary Arnold Prentiss Shirley Fry              |               |                     |
| 30 luglio | Seabright Invitational 1945 Seabright, USA Singolare - Doppio                 | Pauline Betz 10-8 6-3                                     | Louise Brough                                 |               |                     |
| 30 luglio | Seabright Invitational 1945 Seabright, USA Singolare - Doppio                 |                                                           |                                               |               |                     |
| 30 luglio | Seabright Invitational 1945 Seabright, USA Singolare - Doppio                 | Doppio misto: Margaret Osborne Bill Talbert 4-6 12-10 9-7 | Louise Brough Frank Shields                   |               |                     |

## Agosto
| Settimana | Torneo                                                               | Vincitore                                   | Finalista                                | Semifinalisti | Eliminati ai quarti |
| --------- | -------------------------------------------------------------------- | ------------------------------------------- | ---------------------------------------- | ------------- | ------------------- |
| agosto    | Wisconsin State Championships 1945 Milwaukee, USA Singolare - Doppio | Elizabeth Hardin 0-6 6-1 7-5                | Marilyn McCrory                          |               |                     |
| agosto    | Wisconsin State Championships 1945 Milwaukee, USA Singolare - Doppio |                                             |                                          |               |                     |
| 6 agosto  | French Closed Championships 1945 Parigi, Francia Singolare - Doppio  | Lolette Payot 6-4 6-3                       | Simone Iribarne Lafargue                 |               |                     |
| 6 agosto  | French Closed Championships 1945 Parigi, Francia Singolare - Doppio  | Mme Fritz Simone Iribarne Lafargue 6-3 6-1  | Myrtil Brunnarius Simonne Mathieu        |               |                     |
| 6 agosto  | French Closed Championships 1945 Parigi, Francia Singolare - Doppio  | Doppio misto: Lolette Payot Andre Jacquemet |                                          |               |                     |
| 7 agosto  | Delaware Championships 1945 Wilmington, USA Singolare - Doppio       | Margaret Osborne 3-6 6-4 7-5                | Pauline Betz                             |               |                     |
| 7 agosto  | Delaware Championships 1945 Wilmington, USA Singolare - Doppio       | Louise Brough Margaret Osborne 6-4 6-4      | Pauline Betz Doris Hart                  |               |                     |
| 15 agosto | Eastern Grass Court Championships 1945 Rye, USA Singolare - Doppio   | Sarah Palfrey 5-7 6-3 6-3                   | Pauline Betz                             |               |                     |
| 15 agosto | Eastern Grass Court Championships 1945 Rye, USA Singolare - Doppio   | Louise Brough Margaret Osborne 8-6 6-0      | Pauline Betz Doris Hart                  |               |                     |
| 18 agosto | Longwood Bowl 1945 Longwood, USA Singolare - Doppio                  | Pauline Betz 6-4 8-6                        | Margaret Osborne                         |               |                     |
| 18 agosto | Longwood Bowl 1945 Longwood, USA Singolare - Doppio                  | Louise Brough Margaret Osborne 6-3 6-4      | Pauline Betz Doris Hart                  |               |                     |
| 27 agosto | Maidstone Invitation 1945 East Hampton, USA Singolare - Doppio       | Sarah Palfrey 8-6 6-4                       | Dorothy Bundy Cheney                     |               |                     |
| 27 agosto | Maidstone Invitation 1945 East Hampton, USA Singolare - Doppio       | Barbara Krase Patricia Todd 6-4 10-8        | Dorothy Bundy Cheney Sarah Palfrey Cooke |               |                     |

## Settembre
| Settimana    | Torneo                                                                                    | Vincitore                                        | Finalista                                 | Semifinalisti | Eliminati ai quarti |
| ------------ | ----------------------------------------------------------------------------------------- | ------------------------------------------------ | ----------------------------------------- | ------------- | ------------------- |
| 9 settembre  | Czechoslovakian International Championships 1945 Praga, Cecoslovacchia Singolare - Doppio | Hrdlickova 9-7 6-3                               | Vseteckova                                |               |                     |
| 9 settembre  | Czechoslovakian International Championships 1945 Praga, Cecoslovacchia Singolare - Doppio |                                                  |                                           |               |                     |
| 9 settembre  | Czechoslovakian International Championships 1945 Praga, Cecoslovacchia Singolare - Doppio | Doppio misto: Jaroslav Drobny Hrdlickova 6-2 6-3 | Milan Matous Krepelkova                   |               |                     |
| 15 settembre | U.S. National Championships 1945 New York, USA Erba Singolare - Doppio                    | Sarah Palfrey 3-6 8-6 6-4                        | Pauline Betz                              |               |                     |
| 15 settembre | U.S. National Championships 1945 New York, USA Erba Singolare - Doppio                    | Louise Brough Margaret Osborne 6-3, 6-3          | Pauline Betz Doris Hart                   |               |                     |
| 23 settembre | Pacific Southwest Championships 1945 Los Angeles, USA Cemento Singolare - Doppio          | Margaret Osborne 11-9 6-2                        | Louise Brough                             |               |                     |
| 23 settembre | Pacific Southwest Championships 1945 Los Angeles, USA Cemento Singolare - Doppio          | Louise Brough Margaret Osborne 8-6 6-0           | Mary Arnold Prentiss Dorothy Bundy Cheney |               |                     |
| 23 settembre | Pacific Southwest Championships 1945 Los Angeles, USA Cemento Singolare - Doppio          | Doppio misto: Doris Hart Edwin Armack 7-5 6-4    | Helen Wills Roark Alejo Russell           |               |                     |

## Ottobre
| Settimana  | Torneo                                                                                      | Vincitore                                               | Finalista                          | Semifinalisti | Eliminati ai quarti |
| ---------- | ------------------------------------------------------------------------------------------- | ------------------------------------------------------- | ---------------------------------- | ------------- | ------------------- |
| 2 ottobre  | Pacific Coast Championships 1945 San Francisco, USA Cemento Singolare - Doppio              | Pauline Betz                                            | Margaret Osborne                   |               |                     |
| 2 ottobre  | Pacific Coast Championships 1945 San Francisco, USA Cemento Singolare - Doppio              | Margaret Osborne Louise Brough 6-1 6-3                  | Dorothy Knode-Head Phyliss Hunter  |               |                     |
| 15 ottobre | Pan American International Championships 1945 Città del Messico, Messico Singolare - Doppio | Mary Arnold Prentiss 6-3 6-3                            | Patricia Todd                      |               |                     |
| 15 ottobre | Pan American International Championships 1945 Città del Messico, Messico Singolare - Doppio | Mary Arnold Prentiss Dorothy Knode-Head 6-1 6-0         | Patricia Todd Maria Teran de Weiss |               |                     |
| 15 ottobre | Pan American International Championships 1945 Città del Messico, Messico Singolare - Doppio | Doppio misto: Mary Arnold Prentiss Armando Vega 6-2 6-4 | Patricia Todd Alejo Russell        |               |                     |

## Novembre
| Settimana   | Torneo                                                                               | Vincitore                                                                 | Finalista                        | Semifinalisti | Eliminati ai quarti |
| ----------- | ------------------------------------------------------------------------------------ | ------------------------------------------------------------------------- | -------------------------------- | ------------- | ------------------- |
| 4 novembre  | New South Wales Hard Court Championships 1945 Rockdale, Australia Singolare - Doppio | Mary Bevis-Hawton 6-2 9-7                                                 | Joyce Fitch                      |               |                     |
| 4 novembre  | New South Wales Hard Court Championships 1945 Rockdale, Australia Singolare - Doppio | Joyce Fitch Mary Bevis-Hawton 6-3 6-0                                     | K McLennan Mackay                |               |                     |
| 4 novembre  | New South Wales Hard Court Championships 1945 Rockdale, Australia Singolare - Doppio | Doppio misto: Joyce Fitch John Bromwich 7-9 6-1 6-2                       | GE Brown Mary Bevis-Hawton       |               |                     |
| 17 novembre | Southern Transvaal Championships 1945 Port Elizabeth, Sudafrica Singolare - Doppio   | Sheila Piercey Summers 6-2 6-4                                            | Joan Warren                      |               |                     |
| 17 novembre | Southern Transvaal Championships 1945 Port Elizabeth, Sudafrica Singolare - Doppio   | Smit Joan Warren                                                          | Maclachlan Wimbled               |               |                     |
| 17 novembre | Southern Transvaal Championships 1945 Port Elizabeth, Sudafrica Singolare - Doppio   | Doppio misto: Sheila Piercey Summers Eric Sturgess                        | Bonnie Fick Jackson Van Der Walt |               |                     |
| 24 novembre | New South Wales Championships 1945 Sydney, Australia Singolare - Doppio              | Nancye Bolton 6-3 6-3                                                     | Nell Hopman                      |               |                     |
| 24 novembre | New South Wales Championships 1945 Sydney, Australia Singolare - Doppio              | Joyce Fitch Mary Bevis-Hawton 6-2 6-3                                     | Nell Hopman Thelma Coyne         |               |                     |
| 24 novembre | New South Wales Championships 1945 Sydney, Australia Singolare - Doppio              | Doppio misto: Colin Long Nancye Bolton 3-6 6-4 7-7 (finale non terminata) | Joyce Fitch John Bromwich        |               |                     |

## Dicembre
| Settimana   | Torneo                                                                           | Vincitore                               | Finalista                     | Semifinalisti | Eliminati ai quarti |
| ----------- | -------------------------------------------------------------------------------- | --------------------------------------- | ----------------------------- | ------------- | ------------------- |
| dicembre    | French Covered Court Championships 1945 Parigi, Francia Singolare - Doppio       | Jacqueline Marcellin                    | Simonne Mathieu               |               |                     |
| dicembre    | French Covered Court Championships 1945 Parigi, Francia Singolare - Doppio       |                                         |                               |               |                     |
| dicembre    | Eastern Province Championships 1945 Port Elizabeth, Sudafrica Singolare - Doppio | Hazel Redick-Smith 7-5 10-8             | Nash                          |               |                     |
| dicembre    | Eastern Province Championships 1945 Port Elizabeth, Sudafrica Singolare - Doppio |                                         |                               |               |                     |
| 15 dicembre | Victorian Championships 1945 Melbourne, Australia Singolare - Doppio             | Nancy Wynne 7-5 6-2                     | Nell Hopman                   |               |                     |
| 15 dicembre | Victorian Championships 1945 Melbourne, Australia Singolare - Doppio             | Nell Hopman Nancy Wynne 6-4 6-2         | Mary Bevis-Hawton Joyce Fitch |               |                     |
| 15 dicembre | Victorian Championships 1945 Melbourne, Australia Singolare - Doppio             | Doppio misto: John Bromwich Joyce Fitch | Colin Long Nancy Wynne        |               |                     |